# Порта-Портезе
Порта Портезе (лат. Porta Portese) — міська брама у мурі Авреліана в Римі.

## Історія

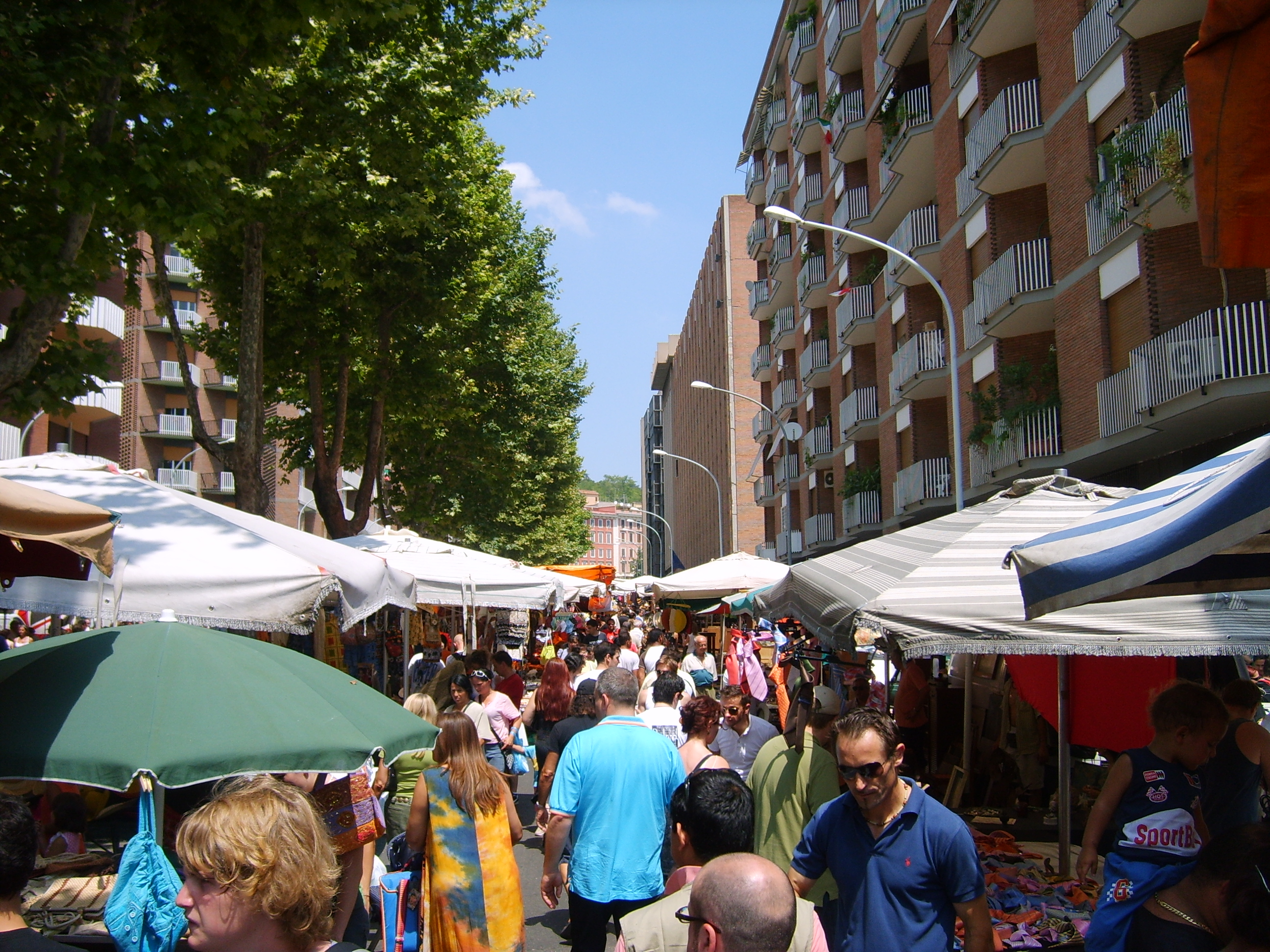
Базар на Порта Портезе

Раніше від брами Порта Портуенсіс у мурі Авреліана, що слугувала для захисту Янікула і Трастевере, вела дорога Віа Портуенсіс до порту імператорів Клавдія та Траяна. Порта Портуенсіс мала два арочних прольоти та напівкруглі цегляні вежі, які за формою нагадували інші брами муру Авреліана — Аппія, Фламінія та Остія.
При папі Урбані VIII браму знесли і у 1644 році побудували за 450 метрах північніше, нову — Порта Портезе.
У 1704 році папа Климент XI облаштував біля брами Порта Портезе арсенал.
Тепер тут кожну суботу проходить популярний базар вживаних речей.